# Aleuroclava doveri
Aleuroclava doveri là một loài côn trùng cánh nửa trong họ Aleyrodidae, phân họ Aleyrodinae.
Aleuroclava doveri được Corbett miêu tả khoa học đầu tiên năm 1935.